# Inmigración china en España
La inmigración china en España es el movimiento migratorio de ciudadanos de la República Popular China, en el Extremo Oriente (Asia), hacia el Reino de España, en la península ibérica (Europa). Constituye la cuarta comunidad más numerosa de chinos residentes en el continente europeo y una de las más grandes que se ha diseminado por todo el territorio nacional. Cabe destacar que alrededor del 70% de todos los inmigrantes chinos que viven en España provienen de la región china de Zhejiang, particularmente del condado Qingtian como resultado de la diáspora qingtianesa.

## Historia de la migración
Las primeras llegadas registradas de personas chinas a España datan de finales del siglo XVI.

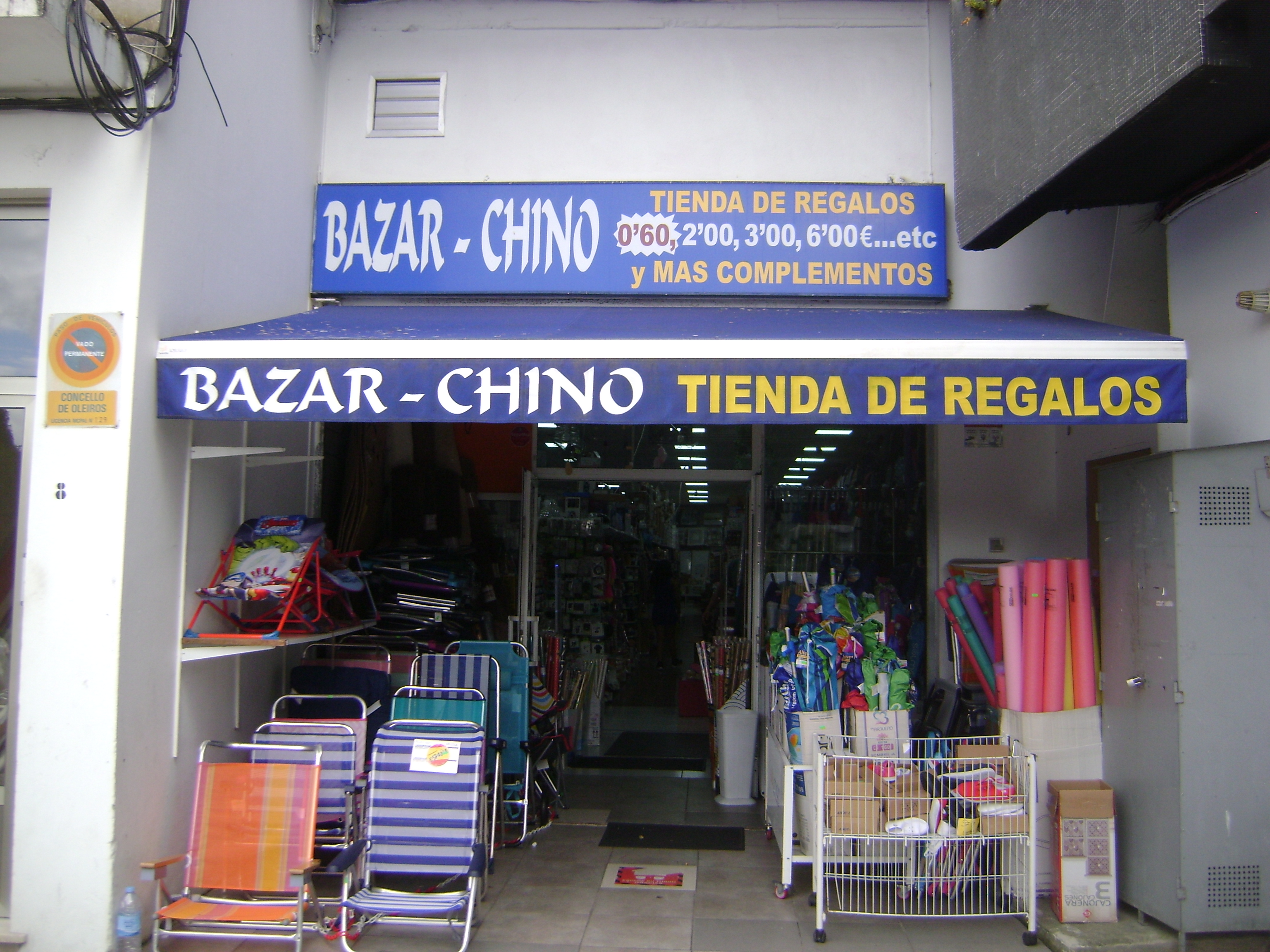
Bazar chino en Oleiros, Galicia.

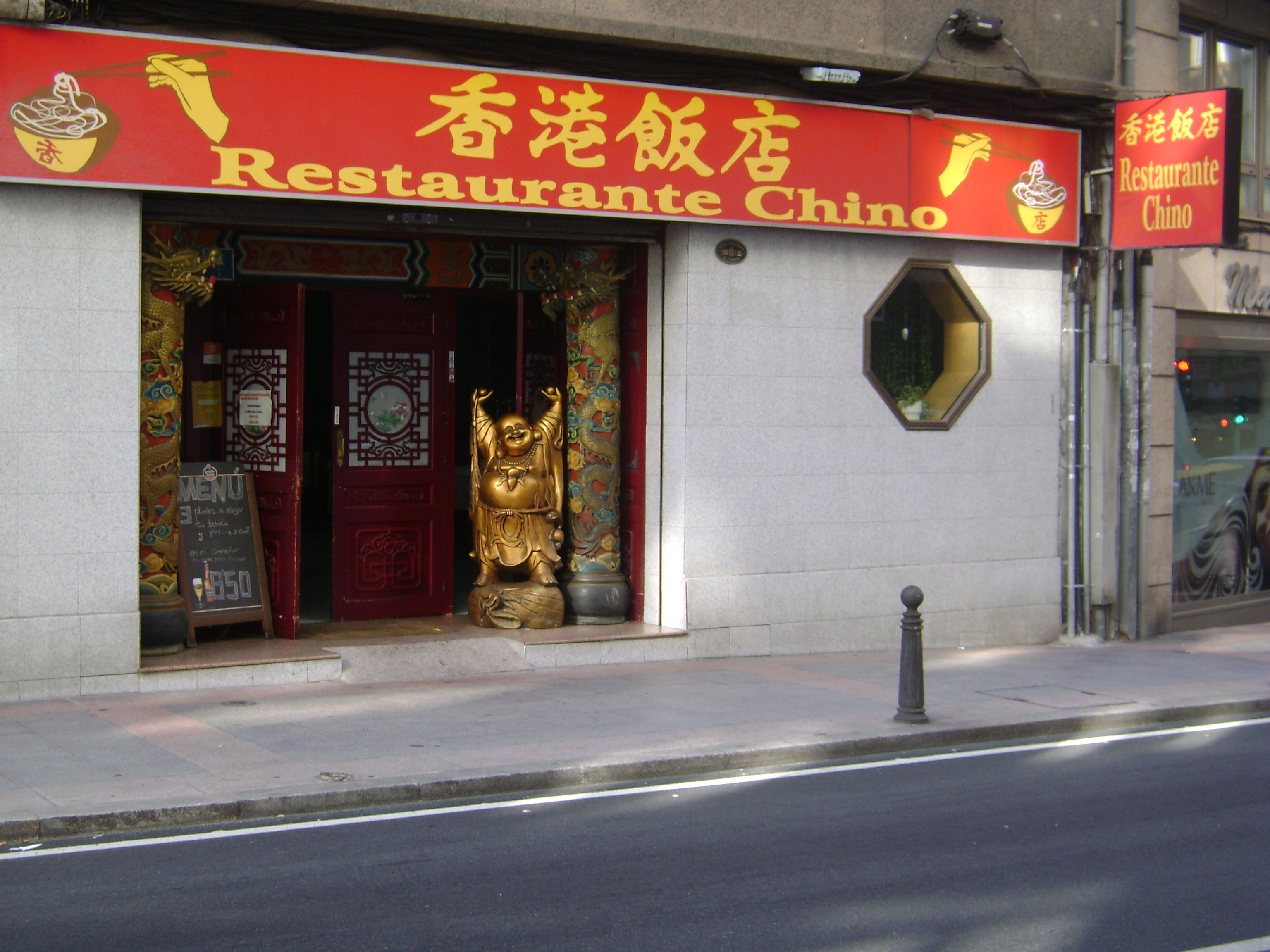
Restaurante chino en La Coruña, Galicia.

Bernardino de Escalante en su Discurso de la navegación (uno de los primeros libros europeos sobre China, publicado en 1577) dice que entre sus fuentes de información estaban "los chinos mismos, que vinieron a España" ("de los mesmos naturales Chinas que an venido à España"). Juan González de Mendoza en su Historia de las cosas más notables, ritos y costumbres del gran reyno de la China, escribió que en 1585 "tres mercaderes de China" llegaron a México "y no permanecieron hasta llegar a Spaine ya otros reinos más alejados".
Un caso legal fue presentado ante el Consejo de Indias en la década de 1570, en el que participaron dos chinos de Sevilla, uno de ellos libre, Esteban Cabrera, y el otro un esclavo, Diego Indio, contra Juan de Morales, propietario de Diego. Diego pidió a Esteban que diera testimonio como testigo en su nombre. Diego recordó que fue llevado como esclavo por Francisco de Casteñeda desde México, a Nicaragua, luego a Lima en Perú, luego a Panamá, y finalmente a España vía Lisboa, siendo aún niño. Esteban testificó que conocía a Diego como un muchacho en Limpoa (Liampó, el nombre portugués de Ningbo, una ciudad china en Zhejiang), que él afirmó ser parte de las Indias coloniales españolas. Esta era una afirmación falsa ya que Liampo no estaba bajo el dominio español, y se especula que Esteban y Diego mintieron sobre ello para ayudar a Diego a ganar su libertad, jugando en el hecho de que los españoles que llevaban el caso ignoraban los asuntos asiáticos de España. Funcionó a su favor y en julio de 1575 el Consejo emitió un siding gobernante con Diego. Juana de Castañeda también testificó en nombre de Diego, alegando que conoció a Diego en Lima y también se casó con Esteban durante la prueba. Juana era una mujer nativa de Lima. Juana tenía alrededor de 40 años cuando testificó en nombre de Diego en 1572. Otra indígena de Panamá, Isabel García también testificó a favor de Diego, diciendo que ella lo conocía mientras estaba en Panamá. El testamento de Esteban fechado el 15 de marzo de 1599 dejó su propiedad a su hija Francisca de Altamira ya su esposo Miguel de la Cruz que era sastre y probablemente chinos como Esteban. Una familia de sastres fue iniciada por Esteban.
Algunos esclavos chinos en España terminaron allí después de ser llevados a Lisboa en Portugal y vendidos cuando eran niños. Tristán de la China era un chino que fue tomado como esclavo por los portugueses, mientras aún era un niño y en la década de 1520 fue obtenido por Cristobál de Haro en Lisboa, y llevado a vivir en Sevilla y Valladolid. Se le pagó por su servicio como traductor en la expedición Loaísa de 1525, durante la cual todavía era un adolescente. Los supervivientes, incluido Tristán, naufragaron durante una década hasta 1537 cuando fueron devueltos por un barco portugués a Lisboa. Los registros del 7 de mayo de 1618 muestran que a Hernando de los Ríos Coronel se le permitió traer de Filipinas a España dos esclavos chinos, Cosme y Juan de Terrenate, que estaba casado con una mujer llamada Manuela. Varios asiáticos se aprovecharon de las leyes que exigen que el Estado español pague por su regreso a su patria después de ser traficado ilegalmente a España. Un chileno nombrado Juan Castelindala Moreno solicitó ser enviado a casa en 1632.
Los esclavos asiáticos enviados desde las Filipinas españolas a los galeones de Manila-Acapulco a Acapulco en la Nueva España (México) fueron llamados "Chino", que en realidad eran de origen diverso, incluyendo japoneses, malayos, javaneses, timorenses... Y las personas de Bengala, India, Ceilán, Makassar, Tidore, Terenate y Chino.- La gente de esta comunidad de diversos asiáticos en México fue llamada "los indios chinos" por los españoles. La mayoría de estos esclavos eran varones y se obtuvieron de comerciantes de esclavos portugueses que los obtuvieron de las posesiones coloniales portuguesas y los puestos avanzados del Estado de la India, que incluían partes de la India, Bengala, Malaca, Indonesia, Nagasaki en Japón y Macao. Algunos españoles trajeron temporalmente algunos de estos esclavos Chinos a España desde México, donde poseer y mostrar a un esclavo chino demostraba una clase alta ya que los aristócratas españoles vieron a sus esclavos chinos como fascinantes símbolos de moda de la clase. Una mujer española, Doña María de Quesada y Figueroa, de Nueva España, poseía un hombre chino nacido en China, llamado Manuel, que antes de ser esclavo de ella fue tomado de Nueva España para ser exhibido en Sevilla hasta que fue devuelto a Nueva España para ser dado a D. María para servir como esclavo, por el hijo de la mujer, doctor D. Juan de Quesada, en 1621. Registros de tres esclavos japoneses del siglo XVI, Gaspar Fernandes, Miguel y Ventura, que terminaron en México, mostraron que fueron comprados por comerciantes de esclavos portugueses en Japón, llevados a Manila desde donde fueron enviados a México por su dueño Pérez. Algunos de estos esclavos asiáticos también fueron llevados a Lima en Perú, donde había una pequeña comunidad de asiáticos incluyendo chino, japonés y malayos.

## Demografía
Según el censo de 2003, solo el 1,8 % de los chinos residentes en España tenía más de 65 años, una cifra muy baja comparada con el 7 % de la población de la República Popular de China y el 17,5 % de España; el 17 % tenía menos de 15 años. Como resultado de la baja proporción de personas mayores, además de las largas jornadas de trabajo y el estado ilegal de algunos, los chinos usan los servicios médicos mucho menos que otros grupos étnicos en España.
| Gráfica de evolución de Inmigración china en España entre 1998 y 2020 |
|                                                                       |
| Datos del INE a 1 de enero de cada año.                               |